# Sardius kasakhstanicus
Sardius kasakhstanicus är en insektsart som beskrevs av Mitjaev 1967. Sardius kasakhstanicus ingår i släktet Sardius och familjen dvärgstritar. Inga underarter finns listade i Catalogue of Life.